# Dynamic Planning
Dynamic Planning Co., Ltd. (ダイナミック企画株式会社?, Dainamikku Kikaku Kabushiki-gaisha) è una azienda giapponese produttrice di anime fondata dal mangaka Gō Nagai nel 1974. Attraverso la Dynamic Planning sono stati realizzati tutti gli anime ispirati alle opere di Go Nagai come Mazinga Z, UFO Robot Goldrake e Gloyzer X.
Nel 1994 la Dynamic Planning ha aperto una divisione internazionale dell'azienda, gestita dal fratello di Go Nagai, Kenji Nagai (永井謙次) e dall'italiano Federico Colpi, che hanno sviluppato una rete di imprese associate in tutta Europa e Asia chiamata The Dynamic Group of Companies, e rappresentata in Italia dalla Dynamic Italia, ora Dynit.
Nel marzo 2001, la divisione internazionale è stata fusa con la d/world, una joint venture fra la Dynamic Planning e la Omega Project, una sussidiaria della Marubeni.